# Thắng Lợi, Sông Công
Thắng Lợi là một phường trung tâm của thành phố Sông Công, tỉnh Thái Nguyên, Việt Nam.

## Địa lý
Phường Thắng Lợi nằm ở trung tâm thành phố Sông Công, có vị trí địa lý:
- Phía đông giáp phường Bách Quang và phường Cải Đan
- Phía tây giáp phường Châu Sơn và thành phố Phổ Yên
- Phía nam giáp phường Phố Cò
- Phía bắc giáp phường Mỏ Chè.

Phường Thắng Lợi có diện tích 4,25 km², dân số năm 2022 là 8.203 người, mật độ dân số đạt 1.930 người/km².

## Hành chính
Phường Thắng Lợi được chia thành 17 tổ dân phố: 1, 2, 3, 4, 7, 8, 9, 10, 11, 12, 13, Bến Vượng, Du Tán, Kè, Hợp Thành, Tân Lập, Ưng.

## Lịch sử
Trước đây, Thắng Lợi là một xã thuộc huyện Phổ Yên.
Ngày 9 tháng 9 năm 1972, Bộ trưởng Phủ Thủ tướng ban hành Quyết định số 41-BT về việc thành lập thị trấn Mỏ Chè thuộc huyện Phổ Yên trên cơ sở một phần diện tích và dân số của xã Thắng Lợi.
Năm 1975, đổi tên xã Thắng Lợi thành xã Cải Đan.
Ngày 11 tháng 4 năm 1985, Hội đồng Bộ trưởng ban hành Quyết định số 113-HĐBT về việc thành lập phường Thắng Lợi thuộc thị xã Sông Công trên cơ sở một phần diện tích và dân số của thị trấn Mỏ Chè; một phần diện tích và dân số của xã Cải Đan.
Ngày 15 tháng 5 năm 2015, Ủy ban Thường vụ Quốc hội ban hành Nghị quyết 932/NQ-UBTVQH13 về việc thành lập thành phố Sông Công thuộc tỉnh Thái Nguyên. Phường Thắng Lợi trực thuộc thành phố Sông Công.
Đến năm 2019, phường Thắng Lợi được chia thành 19 tổ dân phố: Du Tán, Tân Lập, Kè, Hợp Thành, Ưng, Bến Vượng, 1, 2, 3, 4, 5, 6, 7, 8, 9, 10, 11, 12, 13.
Ngày 11 tháng 12 năm 2019, HĐND tỉnh Thái Nguyên ban hành Nghị quyết số 79/NQ-HĐND về việc:
- Sáp nhập tổ dân phố 4 vào tổ dân phố 3.
- Thành lập tổ dân phố 4 trên cơ sở tổ dân phố 5 và tổ dân phố 6.

## Kinh tế - xã hội
Thắng Lợi là phường tập trung nhiều các công trình công cộng của thành phố như: Khu văn hóa, thể thao thành phố Sông Công, quảng trường thành phố Sông Công, trung tâm hội nghị thành phố Sông Công và tập trung các cơ quan hành chính của thành phố.
Giáo dục: Mạng lưới trường lớp trên địa bàn không ngừng phát triển với 1 trường mẫu giáo, 2 trường tiểu học; có trường THPT Sông Công, trường Cao đẳng CNVĐ nằm trên địa bàn phường.
Y tế: Trạm tế phường có 4 y tá. Công tác khám chữa bệnh ban đầu cho nhân dân luôn được đảm bảo. Số lượt người đến khám và chữa bệnh tại trạm trên 4.205 lượt người.